# 9764 Morgenstern
A 9764 Morgenstern (ideiglenes jelöléssel 1991 UE5) a Naprendszer kisbolygóövében található aszteroida. Freimut Börngen fedezte fel 1991. október 30-án.